# Ура (губа)
У́ра — крупная губа на Мурманском берегу Баренцева моря. Открыта к северу, вдается в материк на 22 км. Ширина у входа 9,5 км. Глубина до 256 м.
Расположена в 9 км к западу от Кольского залива. В губу впадают реки Ура, Урица, Гремиха, Чанручей, Одинцовка, а также несколько ручьёв. Входными мысами в губу являются мысы Выевнаволок и Медвежий. В губе множество островов, крупнейшие из которых Шалим, Медведь, Зелёный, Могильный, Еретик, Безымянный, Шарапов, Старичихин, Наковальня, а также группы островов Сенные Луды и острова Шуриновы. Крупнейший остров залива — Шалим делит губу на 2 рукава: Восточный и Западный. Западный рукав имеет минимальную ширину 1,1 км, в то время как Восточный всего лишь 300 м. С островов в губу врезаются мысы Телячий, Толстик (остров Шалим) и Красный (остров Еретик). В губе выделяется множество более мелких бухт, среди крупнейших губы Чан, Пахта, Урица, Наша, Кислая, Червяное Озерко и Одинцова и бухты Порт-Владимир и Малая Калиновая. Западный и восточные берега губы в основном состоят из крупных (до 237 м) каменных утёсистых шиферных гор, южный берег, близ устья реки Уры, более низменный.
При впадении реки Уры в начале XX века располагалась финская колония Урская (ныне село Ура-Губа); на острове Еретике было рыболовное становище.
До первой половины XX века в губе Ура ловили сельдь, заходящую туда большими косяками. Промысловыми гидробионтами — обитателями губы Ура также являются треска, пикша, мерланг, менёк, сайда, камчатский краб. На литорали губы нередки заросли бурых водорослей — фукусов, отдельные скопления морских звёзд, морских ежей и мидии. Через воды губы Ура в реку Ура проходит нерестовая миграция атлантического лосося (сёмги).
На южном берегу залива находится село Ура-Губа и нежилой посёлок Чан-Ручей, на западном посёлок Видяево. Ранее на берегах губы располагались, ныне упразднённые, населённые пункты Маяк Выевнаволок и Порт-Владимир. В губе Кислая была построена Кислогубская ПЭС — единственная приливная электростанция в России. Губа используется для базирования атомных подводных лодок Северного флота России.
Административно бухта входит в Мурманскую область России.